# 2013 JQ64
2013 JQ64 est un objet transneptunien classé comme centaure.

## Caractéristiques
2013 JQ64 mesure environ 242 km de diamètre.